# Highworth Town FC
Highworth Town FC (celým názvem: Highworth Town Football Club) je anglický fotbalový klub, který sídlí ve městě Highworth v nemetropolitním hrabství Wiltshire. Založen byl v roce 1893. Od sezóny 2018/19 hraje v Southern Football League Division One South (8. nejvyšší soutěž). Klubové barvy jsou červená a černá.
Své domácí zápasy odehrává na stadionu The Elms Recreation Ground s kapacitou 2 000 diváků.

## Získané trofeje
- Wiltshire Senior Cup ( 6× )
  - 1963/64, 1972/73, 1995/96, 1997/98, 2008/09, 2014/15

## Úspěchy v domácích pohárech
Zdroj:
- FA Cup
  - 3. předkolo: 2003/04
- FA Vase
  - Semifinále: 2014/15

## Umístění v jednotlivých sezonách
Stručný přehled
Zdroj:
- 1984–1994: Hellenic Football League (Division One)
- 1994–2018: Hellenic Football League (Premier Division)
- 2018– : Southern Football League (Division One South)

Jednotlivé ročníky
Zdroj:
Legenda: Z - zápasy, V - výhry, R - remízy, P - porážky, VG - vstřelené góly, OG - obdržené góly, +/- - rozdíl skóre, B - body, červené podbarvení - sestup, zelené podbarvení - postup, fialové podbarvení - reorganizace, změna skupiny či soutěže
| Sezóny  | Liga                                          | Úroveň | Z  | V  | R | P  | VG  | OG | +/- | B  | Pozice |
| ------- | --------------------------------------------- | ------ | -- | -- | - | -- | --- | -- | --- | -- | ------ |
| 2009/10 | Hellenic Football League (Premier Division)   | 9      | 42 | 22 | 5 | 15 | 93  | 56 | +37 | 71 | 9.     |
| 2010/11 | Hellenic Football League (Premier Division)   | 9      | 42 | 28 | 4 | 10 | 108 | 52 | +56 | 88 | 4.     |
| 2011/12 | Hellenic Football League (Premier Division)   | 9      | 40 | 23 | 5 | 12 | 79  | 46 | +33 | 71 | 6.     |
| 2012/13 | Hellenic Football League (Premier Division)   | 9      | 36 | 9  | 8 | 19 | 53  | 75 | -22 | 35 | 16.    |
| 2013/14 | Hellenic Football League (Premier Division)   | 9      | 38 | 18 | 7 | 13 | 74  | 60 | +14 | 61 | 7.     |
| 2014/15 | Hellenic Football League (Premier Division)   | 9      | 38 | 20 | 7 | 11 | 79  | 46 | +33 | 67 | 7.     |
| 2015/16 | Hellenic Football League (Premier Division)   | 9      | 38 | 19 | 5 | 14 | 85  | 49 | +36 | 62 | 7.     |
| 2016/17 | Hellenic Football League (Premier Division)   | 9      | 34 | 19 | 4 | 11 | 87  | 59 | +28 | 61 | 6.     |
| 2017/18 | Hellenic Football League (Premier Division)   | 9      | 38 | 28 | 4 | 6  | 113 | 50 | +63 | 88 | 3.     |
| 2018/19 | Southern Football League (Division One South) | 8      | 38 |    |   |    |     |    |     |    |        |